# Gerhard van Steenwyck
Gerhard van Steenwyck, auch Gerard van Steenwijck, Gerhart van Steenwijck, Gerard van Steenwyck, Gerhard van Steenwyck und Gerhart van Steenwyck (tätig zwischen 1640 und 1660, wahrscheinlich in Delft) war ein holländischer Stillleben- und Genremaler des so genannten Goldenen Zeitalters.

## Leben und Werk
Über das Leben und die künstlerische Herkunft Gerhard van Steenwycks gibt es keine gesicherten Angaben. Seine Existenz leitet sich lediglich durch zwei signierte Rüstkammer-Stillleben, die sich heute in der privaten SØR Rusche Sammlung in Oelde und im Kurpfälzischen Museum in Heidelberg befinden, und einem erst im Jahr 2010 entdeckten Genrebildes ab, welches im Jahr 2011 über das Auktionshaus Sotheby’s in Amsterdam versteigert wurde.
Aufgrund motivischer Übereinstimmungen mit Wachstubenbildern des Delfter Malers Anthonie Palamedesz. wird heute vielfach angenommen, dass er möglicherweise ebenfalls in Delft lebte und vielleicht sogar mit den dort tätigen Brüdern Harmen Steenwijck und Pieter Steenwijck verwandt war. Laurens J. Bol hält es für denkbar, dass er eventuell jener Schüler des Evert van Aelst gewesen sein könnte, den Arnold Houbraken in seinem De groote schouburgh der Nederlantsche konstschilders en schilderessen für sein Geschick in der Darstellung des Glanzes und des Widerscheins auf verschiedenen Rüstungsteilen lobte. Ob diese These zutreffend ist, lässt sich derzeit nicht belegen. Ebenso wenig ob es eine Verbindung zu dem bei Jacob Campo Weyermann genannten N. Steenwyck (N = Nomen; wurde in der Bedeutung gewählt, dass dem Verfasser der Vorname der genannten Person nicht bekannt war) gibt, den dieser als einen Taugenichts aber auch talentierten Maler von Stillleben und Vanitas-Darstellungen bezeichnet. Möglicherweise waren Gerhard van Steenwyck auch die gegen 1630–1635 in Leiden entstandenen Waffenstillleben des Gerard Dou bekannt, von denen sich heute ein typisches Beispiel im Szépművészeti Múzeum in Budapest (Soldat in der Wachstube, Inv.-Nr. 62.10) befindet. Bei einer angenommenen Verwandtschaft mit den Brüdern Harmen und Pieter van Steenwyck, könnte man schlussfolgern, dass er möglicherweise wie diese, eine Zeit lang bei deren Onkel David Bailly in Leiden gearbeitet hat.
Nach dem heutigen Forschungsstand gilt Gerhard van Steenwyck als ein tüchtiger und erfahrener Meister mit einem hohen Qualitätsstandard, dessen Œuvre derzeit noch weitgehend unerforscht ist. Sein Wirken wird im Allgemeinen in die Jahre zwischen 1640 und 1660 datiert.
Ausgehend von den beiden signierten und damit für Gerhard van Steenwyck gesicherten Rüstkammer-Stillleben, wird dem Maler heute auch noch ein drittes, im Bildaufbau recht ähnliches Rüstkammer-Stillleben zugewiesen, welches im Jahr 1985 bei Sotheby’s in London angeboten wurde. Ein weiteres, im Jahr 2003 bei Sotheby’s in London angebotenes Bild steht den Waffenkammerbildern Steenwycks stilistisch sehr nahe, kann ihm aber nicht vorbehaltlos zugewiesen werden.

## Liste der Gemälde des Gerhard van Steenwyck
| Abbildung | Titel                                                                    | Entstanden | Signatur                       | Bildträger/Maße                 | Ausstellung/Sammlung/Besitzer                                         | Bemerkungen |
| --------- | ------------------------------------------------------------------------ | ---------- | ------------------------------ | ------------------------------- | --------------------------------------------------------------------- | --- |
|           | Stillleben mit Waffen und Rüstungsteilen                                 |            | G[...]wyck                     | Öl auf Holz, 45,7 × 37,4 cm     | Heidelberg, Kurpfälzisches Museum der Stadt Heidelberg Inv.-Nr. G 528 | |
|           | Stillleben mit Waffen und Rüstungsteilen                                 |            | Ge[...] Steenwyck              | Öl auf Holz, 45,7 × 37,4 cm     | Oelde, SØR Rusche Sammlung                                            | |
|           | Holländisches Interieur mit elegant gekleideten Figuren beim Kartenspiel |            | undeutlich: GVSt[...] Wyck l.r | Öl auf Holz, 47,2 × 61 cm       | Verbleib unbekannt                                                    | Zuletzt nachweisbar: Soestdijk (Baarn/Soest), Sammlung Ihre Königliche Hoheit Prinzessin Juliana Inv.-Nr. 1166 Am 14. März 2011 auf der Auktion Sotheby’s in Amsterdam Los-Nr.: 132 |
|           | Junge Frau mit Magd, an einem Tisch sitzend                              |            | G v. stEEnwyck                 | Öl auf Leinwand, 50,3 × 37,1 cm | Verbleib unbekannt                                                    | Am 19. September 2017 auf der Auktion Christie’s in Paris Los-Nr.: 17 |
|           | Stillleben mit Waffen und Rüstungsteilen                                 |            |                                | Öl auf Holz, 39,5 × 35 cm       | Verbleib unbekannt                                                    | Zuletzt nachweisbar: Am 3. Juli 1985 auf der Auktion Sotheby’s in London Los-Nr.: 102 als Werk von Jacob Duck Zuschreibung an Steenwyck durch Laurens J. Bol & Georges S. Keyes: Netherlandish Paintings and Drawings from the Collection of F. C. Butôt by little-known and rare masters of the seventeenth century. London Sotheby Parke Bernet 1981 |
|           | Stillleben mit Trommel und Rüstungsteilen                                |            |                                | Öl auf Holz, 31,7 × 46,5 cm     | Verbleib unbekannt                                                    | Zuletzt nachweisbar: Am 13. Mai 2003 auf der Auktion Sotheby’s in Amsterdam Los-Nr.: 41 als Werk aus der Nachfolge von Gerard Dou Von Fred G. Meijer vom Rijksbureau voor Kunsthistorische Documentatie, 2008, stilistisch mit Gerhard van Steenwyck in Verbindung gebracht, ohne es ihm zuzuschreiben.                                                |